# 魯特 (密蘇里州)
魯特（英語：Rueter）是位於美國密蘇里州托尼縣的鬼鎮。

## 歷史
魯特的郵局於1906年設立，1933年停運後於1937年重啟，營運至今。

## 地理
魯特所處的海拔為高於海平面399米（即1309英呎），而該地所採用的時區為UTC-6，即北美中部時區（CST）。同時該地設有夏令時間，為UTC-6調快一小時，即UTC-5（CDT）。